# Kerguelenella innominata
Kerguelenella innominata är en snäckart som först beskrevs av Tom Iredale 1915.  Kerguelenella innominata ingår i släktet Kerguelenella och familjen Siphonariidae. Inga underarter finns listade i Catalogue of Life.